# Приход Святого Николая в Белостоке
Кафедральный приход Святого Николая Чудотворца — православный приход в Белостоке (Польша) Белостокского деканата Белостокско-Гданьской епархии.
В приходе три православных храма и одна часовня:
— собор Святого Николая Чудотворца в Белостоке — приходской и одновременно кафедральный,
— церковь Преподобной Княгини Евфросинии Полоцкой в Белостоке — кладбищенская (микрорайон (оседл) Лесна Долина, ул. Св. Андрея Боболя, д. 67),
— церковь Святой Марии Магдалины в Белостоке — филиальная (также используется как войсковой приход Святых Петра и Павла; микрорайон Центр, территория Центрального парка, на пересечении улиц Краковской, Грюнвальдской и Константина Калиновского),
— домовая часовня Святых Кирилла и Мефодия в частной начальной школе имени Святых Кирилла и Мефодия в Белостоке (ул. Людвика Варынского, д. 30).

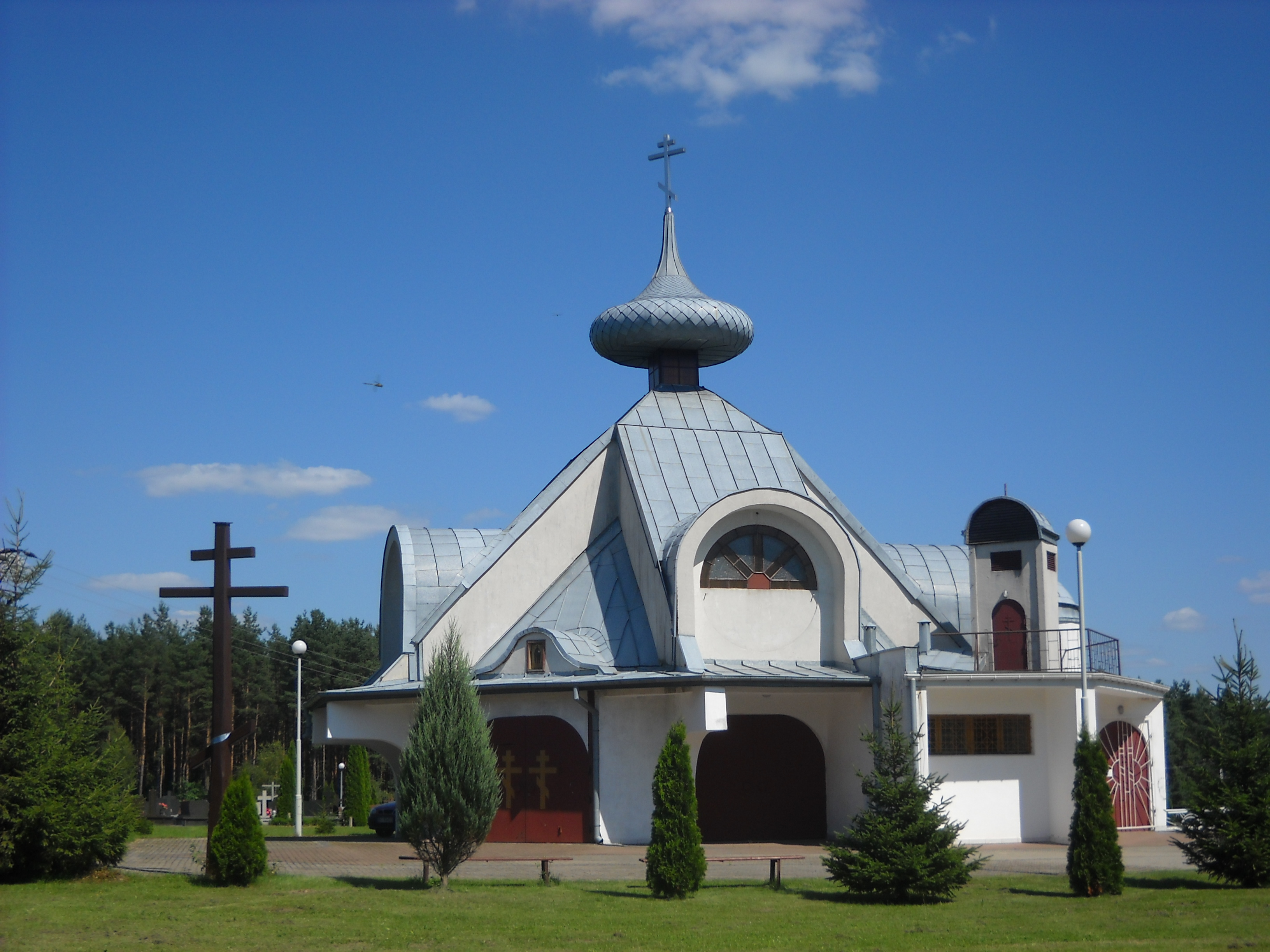
Церковь Преподобной Княгини Евфросинии Полоцкой
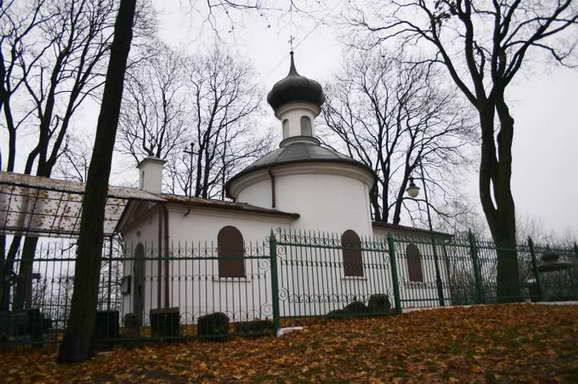
Церковь Святой Марии Магдалины
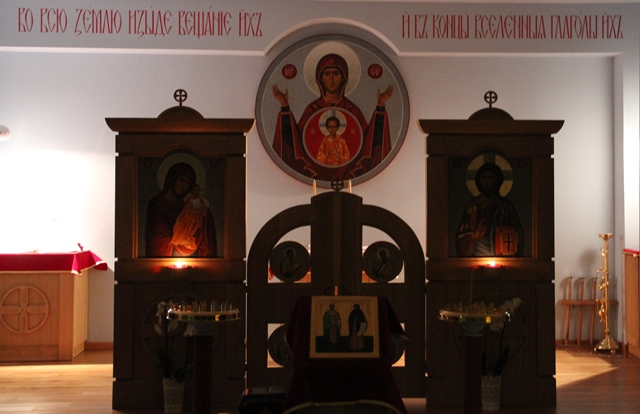
Часовня Святых Кирилла и Мефодия в частной начальной школе им. Св. Кирилла и Мефодия

## История
История современного прихода Святого Николая начинается с XVIII века. В 1727 году в центре Белостока к востоку от соборного храма была построена деревянная 3-купольная церковь под воззванием к Святому Николаю Чудотворцу, подчиненная приходу Святого Ильи в Дойлидах (ныне микрорайон Белостока). Ещё в 1818 году, когда деревянная православная церковь Святого Николая пришла в негодность из-за своей хрупкости и плохого технического состояния, предпринималась попытка построить новую кирпичную церковь.
В 1830 году был основан независимый православный приход, у которого первой церковью была в честь Святого Александра Невского, созданная в том же году в часовне дворца Браницких (ныне колонный зал). После отмены решения сделать дворец царской резиденцией «Подляшский Версаль», в 1841 году было принято решение всё же построить отдельно стоящую кирпичную церковь в честь покровителя прихода — Святого Николая Чудотворца. Церковь же Святого Александра Невского должна была выполнять только функцию внутреннего храма дворца, в котором был организован Институт благородных девиц.
Новая приходская церковь возводилась в 1843—1846 годах и была квалифицирована до категории повятской соборной церкви. Согласно указу 1842 года её причт состоял из протоиерея, священника, диакона, дьячка, пономаря и просфорни. В начале апреля 1846 года церковь была введена в эксплуатацию комиссаром, а 10 июня 1846 года освящена архиепископом Литовским и Виленским Иосифом (Семашко). Старую деревянную обветшалую церковь разобрали.
Согласно отчету за 1846 год к приходу относились город Белосток, его пригороды Скорупы, Белосточек, Высокий Сточек, Завады, Старосельце, деревни Усовиче, Клепаче, Огроднички, Залесье, Колония и урочище Багантарния. Среди прихожан насчитывалось 549 мужчин и 205 женщин.
В 1983 году по Указу Его Превосходительства Белостокско-Гданьского архиепископа Саввы из прихода Святого Николая выделены новые приходы: построенные в 1982 году церкви Святого Духа (ул. Антонюка Фабричного, 13, в микрорайоне Высокий Сточек) и Всех Святых (ул. Владислава Высоцкого, 1, в микрорайоне Выгода), а позднее, в 1989 году Воскресения Господня (в микрорайоне Солнечный Сток), в 1995 году — Божьей матери Софии (ул. Травяста, 5, в микрорайоне Ярошувка), и в 1996 году — Святого Георгия (микрорайон Нове Място).
Значительным событием для прихода стал визит Его Святейшества Архиепископа Константинополя — Нового Рима и Вселенского Патриарха Димитрия I в 1987 году, а в 1991 году — Папы Римского Иоанна Павла II польского происхождения. В 1988 году в соборе Святого Николая проводились основные литургические торжества в Польше, связанные с празднованием тысячелетия Крещения Руси.
В 1990—1993 годах на новом приходском кладбище в микрорайоне Лесна Долина возведена церковь Святой Евфросинии Полоцкой, освященная 1 ноября 1993 года.
В 1998 году Собор Святого Николая во второй раз в своей истории принял Вселенского Патриарха (Константинопольского). 14 октября 1998 года Его Святейшество Патриарх Варфоломей I прибыл в Белосток, где вместе с Высокопреосвященнейшим Митрополитом Савой и другими иерархами провёл торжественное богослужение в соборе Святого Николая Чудотворца.

## Список приходских священников
1844—12.09.1846 — протоирей Афанасий (Францишек) Афанасьевич Лопушинский, священник Николай Самчевский
12.09.1846—1883 — протоирей Ян Ситкевич
1883—1910 — священник Павел Зелинский
1910—1915 и 1918—1952 — священник Юзеф Гушкевич (в 1915—1918 гг. беженство из-за I мировой войны и перерыв в деятельности прихода)
1952—1970 — священник Вячеслав Рафальский
1970—2004 — священник Серафим Железнякович
2004—2007 — священник Анатол Лаврешук
с 2007 года — священник Ян Федорчук